# Hamdan al-Shamrani
Hamdan al-Shamrani (arabisch حمدان الشمراني, DMG Ḥamdān aš-Šamrānī; * 14. Dezember 1996 in Dschidda) ist ein saudi-arabischer Fußballspieler.

## Karriere

### Verein
Er begann seine Laufbahn in der Jugend von al-Ahli und wechselte zur Saison 2015/16 in deren U23. In der Spielzeit 2018/19 stand er bei al-Faisaly im Kader. Seit der Runde 2019/20 ist er bei al-Ittihad aktiv. Am Ende der Saison 2022/23 feierte er mit dem Verein die saudi-arabische Meisterschaft.

### Nationalmannschaft
Nachdem er mit der U23 an der Asienmeisterschaft 2018 teilgenommen hatte, bekam er seinen ersten Einsatz für die A-Nationalmannschaft. Bei dem 0:0-Freundschaftsspiel gegen Südkorea am 31. Dezember 2018, wurde er in der 89. Minute für Yasser al-Shahrani eingewechselt. Direkt danach kam er bei der Asienmeisterschaft 2019 in allen drei Vorrunden-Spielen zum Einsatz. Seit September 2019 hat er kein Länderspiel bestritten.

## Erfolge
Ittihad FC
- Saudi-arabischer Meister: 2022/23